# Le Fils du cirque
Le Fils du cirque ou Tony, le fils du cirque est un feuilleton télévisé français en 13 épisodes de 26 minutes, en noir et blanc, réalisé par Bernard Hecht et diffusé à partir du 16 octobre 1960 sur la première chaîne de la RTF.

## Synopsis
Ce feuilleton met en scène un enfant évoluant dans le milieu du cirque, à la manière des gens du voyage, qui désireux de vivre l'aventure, imagine une course au trésor.

## Fiche technique
Musique du générique : All blues, de Miles Davis, avec Coltrane

## Distribution
- Dominique Faburel : Tony
- René Alone : le directeur
- Roger Dutoit : Deltorelli
- Jacques Monod : le Flamand
- Claude Titre : Marco
- Clément Harari : Van Thourout
- Daniel Emilfork : le Mandarin
- Lucien Raimbourg : le père de Marco
- Jacques Joignant : Vallauris aîné
- François Severeino : Vallauris junior
- Charles Lavialle : le guide

## Épisodes
1. La Voltige au trapèze (16/10/1960)
2. L'Homme aux bandes molletières (23/10/1960)
3. Torhout, ville de Belgique (30/10/1960)
4. Le Portefeuille de Deltorelli (6/11/1960)
5. La Photographie de Van Thourout (13/11/1960)
6. La Valise de carton (20/11/1960)
7. La Vieille Fabrique (27/11/1960)
8. Le Spectateur des places réservées (4/12/1960)
9. Le Récit du Flamand (11/12/1960)
10. Les Couloirs de la falaise (18/12/1960)
11. La Cachette du Flamand (25/12/1960)
12. Le Retour du Mandarin (01/01/1961)
13. La Remorque aux pneus (08/01/1961)